# Саранда Богуєвці
Сара́нда Богує́(алб. Saranda Bogujevci; нар. 12 червня, 1985 р., м. Подуєво) — віцепрезидентка вціпарламенту Республіки Косово, членкиня опозиційної партії «Самовизначення» (алб. Vetevendosje!). Пережила 16 кульових поранень і втратила 14 членів родини, зокрема мати й двох братів під час жорстоких військових репресій Сербії проти етнічних албанців у її тодішній південній провінції в 1998-1999 роках. Богуєвці, а також двоє троюрідних братів і сестер, стали першими етнічними албанцями, які свідчили перед сербським судом про звірства, вчинені силами під проводом Слободана Мілошевича.

## Життєпис
Народилася 12 червня 1985 у великій родині в Подуєво. Цікавилася музикою, балетом, журналістикою. У 1990, коли ситуація в Косові загострилася, переїхала із родиною до Швеції, де їх оселили в ізольованому районі разом з іншими громадянами Косова. Через півтора року родина була змушена повернутися до Подуєва, де залишалася до кінця війни.
У 1999, після вбивства її родини в саду в Подуєво, Богуєвці евакуювали до Манчестера. У 2000 вона пішла до середньої школи. Після закінчення школи вступила до коледжу в Англії, де вивчала медіа, мистецтво й графічний дизайн. Після коледжу вступила до Манчестерського університету, де вивчала інтерактивне мистецтво. У травні 2014 остаточно повернулася до Косова. Протягом короткого періоду часу вона керувала відділом культури, молоді та спорту в муніципалітеті Приштини. У 2017 склала присягу як членкиня парламенту від опозиційної партії «Самовизначення».

## Убивство родини
28 березня 1999 року, після початку бомбардування Югославії силами НАТО, члени сербського воєнізованого формування, відомого як «Скорпіони», розстріляли родину Богуєвці у саду їхніх сусідів. Наймолодшій жертві було два роки. Вижила лише Богуєвці, а також її троюрідні брати Генц і Фатос і двоюрідні сестри Єноха й Лірія. Богуєвці отримала 16 кульових поранень, зокрема у руку, ногу й хребет. Із закінченням конфлікту та введенням військ НАТО їх евакуювали до Манчестера, де вони проходили реабілітацію. Протягом року Богуєвці з родиною жили у таборі для біженців. Згодом вони отримали дозвіл на проживання в Англії, пізніше — громадянство.